# قلعة فورونتسوف

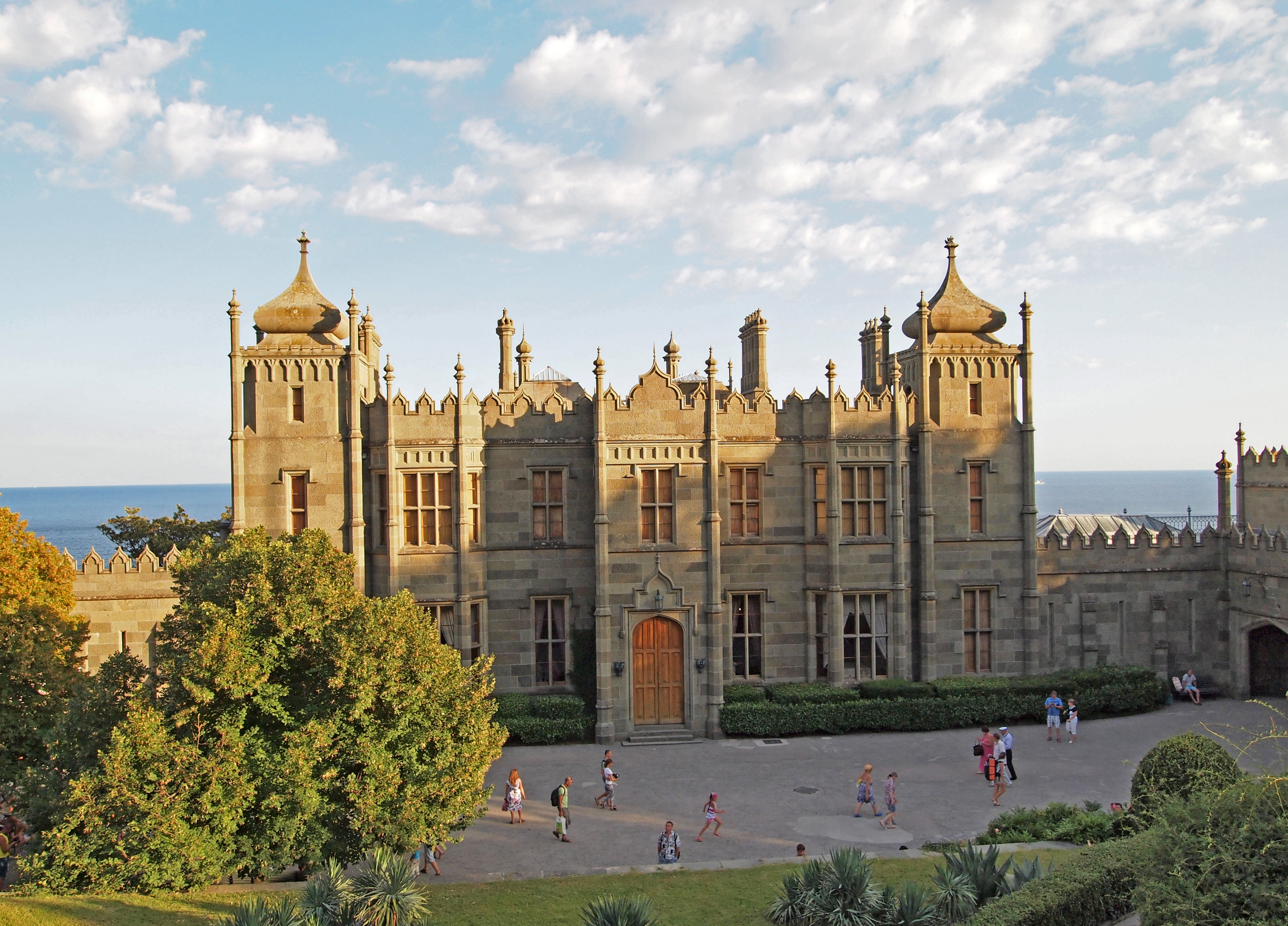
واجهة المدخل الشمالي للقصر.

قلعة فورونتسوف (بالأوكرانية: Воронцовский дворец)؛ (بالروسية: Воронцовский дворец) هو قصر تاريخي يقع عند سفح جبال القرم بالقرب من بلدة ألوبكا. واحد من أقدم من أكبر وأقدم القصور في شبه جزيرة القرم في أوكرانيا. ويعد واحد من مناطق الجذب السياحية الأكثر شعبية على الساحل الجنوبي. يعد قصر فورونتسوف أحد أقدم وأكبر القصور في شبه جزيرة القرم، وهو أحد مناطق الجذب السياحي الأكثر شعبية على الساحل الجنوبي لشبه جزيرة القرم
تم بناء القصر بين عامي 1828 و1848 للأمير الروسي ميخائيل سيميونوفيتش فورونتسوف [الإنجليزية] لاستخدامه كمقر إقامته الصيفي الشخصي بتكلفة 9 مليون روبل. تم تصميمه وفق تفسير فضفاض لأسلوب إحياء عصر النهضة الإنجليزي من قبل المهندس المعماري الإنجليزي إدوارد بلور ومساعده ويليام هانت. المبنى عبارة عن مزيج من عدة أنماط معمارية، لكنه غير مقيد لأي منها. من بين هذه الأنماط عناصر من البارونية الاسكتلندية، والهندسة المعمارية الهندية الساراسينية، والهندسة المعمارية القوطية. صمم بلور العديد من المباني في المملكة المتحدة، واشتهر لاحقًا بشكل خاص لإكمال تصميم قصر باكنغهام في لندن.

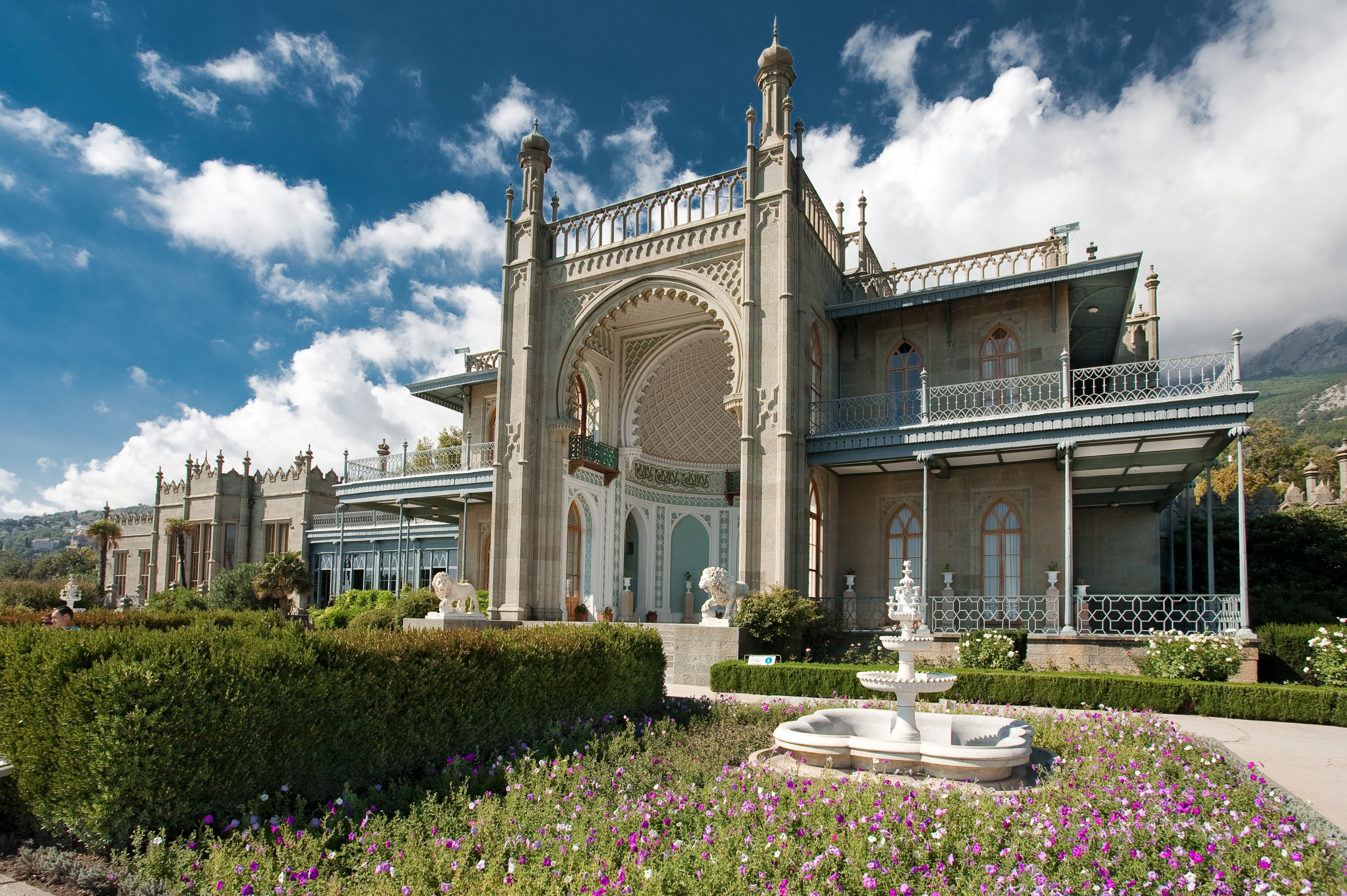
الواجهة الجنوبية للمبنى الرئيسي مبنية على طراز الإيوان، وهو أمر شائع في العمارة الإسلامية.

عند اكتمال بناء القصر، زاره العديد من أفراد الطبقة الحاكمة النخبة في الإمبراطورية الروسية؛ وكان عدد كبير من هؤلاء النبلاء الأثرياء مفتونين بالقصر وموقعه الساحلي لدرجة أنهم انتقلوا إلى إنشاء منتجعات صيفية خاصة بهم في شبه جزيرة القرم. وفي أوائل القرن العشرين، لم يكن العديد من الأرستقراطيين فحسب، بل وأيضا أفراد العائلة الإمبراطورية، بما في ذلك القيصر نفسه، يمتلكون قصور بمجموعة متنوعة من الأساليب المعمارية في المنطقة المجاورة.
من أهم مميزات القصر هي مجموعة الحدائق المجاورة، والتي تضم 40 هكتار (99 أكر) من المساحات الخضراء والغابات التي رتبها بستاني المناظر الطبيعية الألماني كارولوس كيباخ. اما اليوم فيعد قصر فورونتسوف جزء من "مجمع قصر ومنتزه ألوبكا"، وهي محمية تاريخية وطنية تشمل قصر ماساندرا في ماساندرا المجاورة. كما سجلت أوكرانيا القصر باعتباره نصب تذكاري ذا أهمية معمارية وطنية وخصصت له رقم الحماية 0100109.
بسبب مكانتها كوجهة جذب سياحي محلية مهمة ونصب معماري، ظهر قصر فورونتسوف ومجمع المنتزهات المحيط به بشكل متكرر في الإنتاجات السينمائية الأوكرانية والسوفيتية مثل: معجزة عاديةمعجزة عادية [الإنجليزية] (1964)، ونيبيسني لاستوشكي (1976)، ويوم مجنون أو زواج فيجارو [الإنجليزية] (2004)، وسافو (2008).
زار الشاعر الروسي إيفان بونين القصر عام 1900 وكتب قصيدة قصيرة بعنوان "زقاق طويل يؤدي إلى الشاطئ..." (بالروسية: К прибрецью моря длинная аллея...).

## معرض الصور

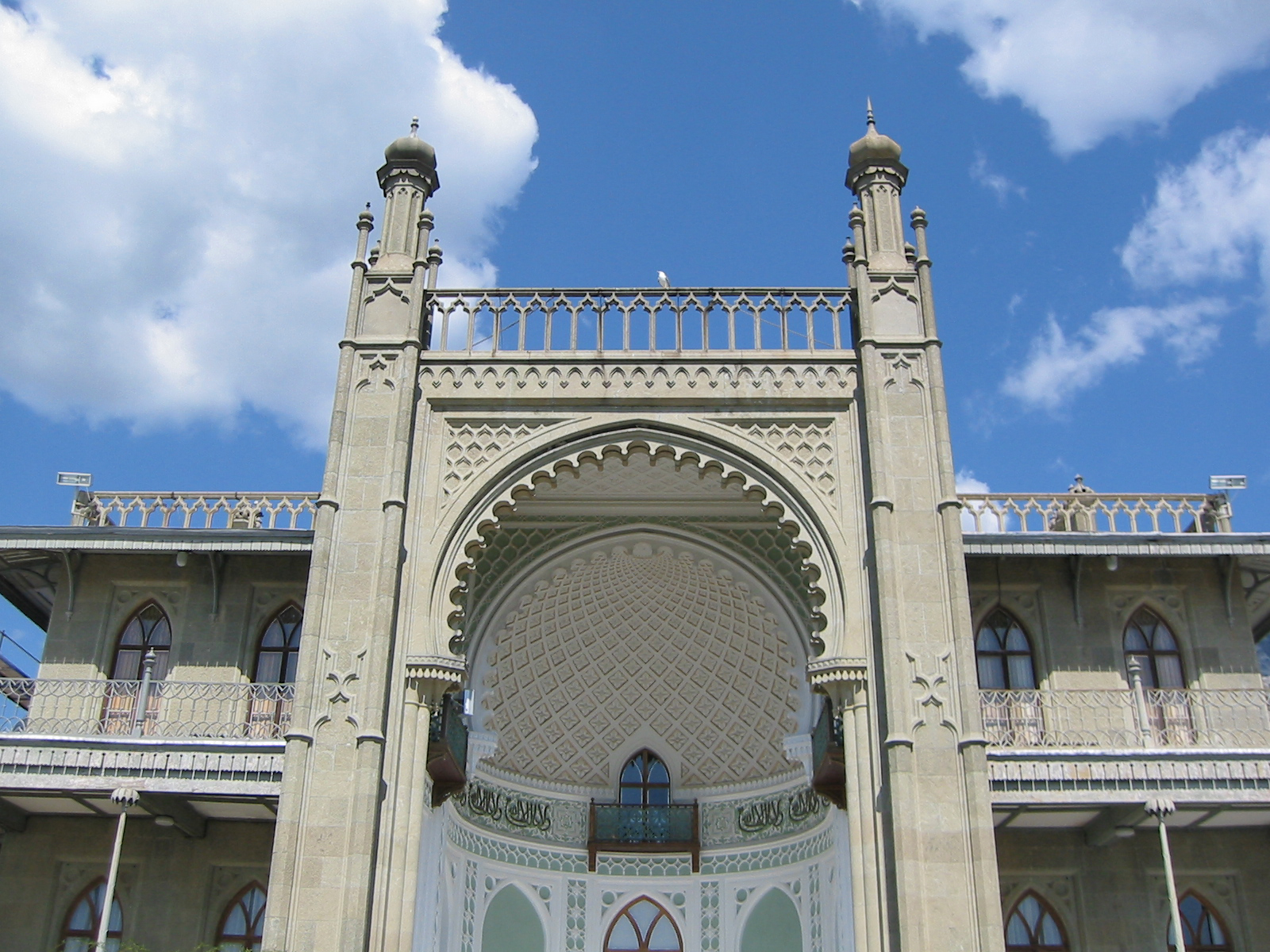
تفاصيل الواجهة الجنوبية.
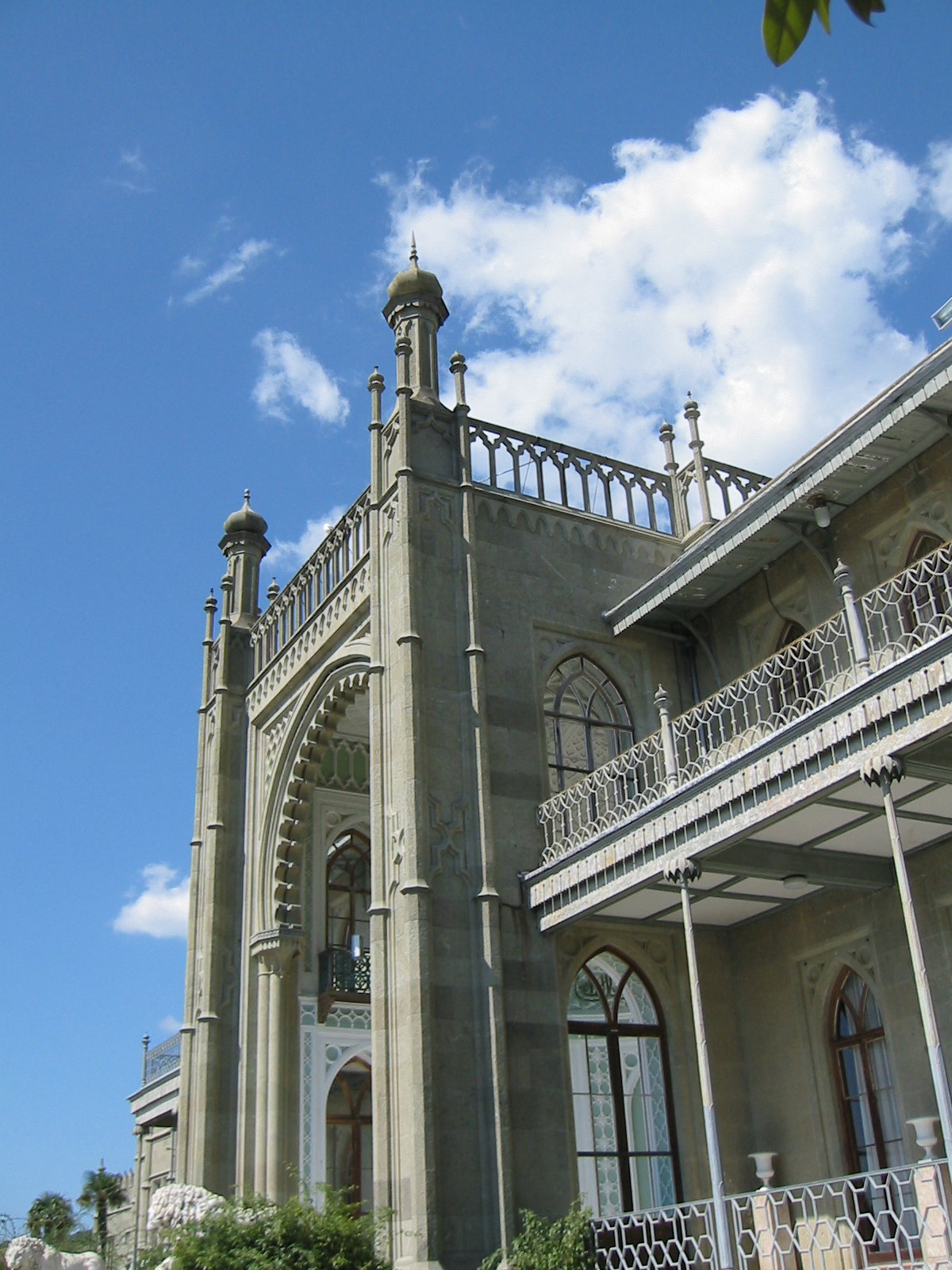
تفاصيل الواجهة الجنوبية.
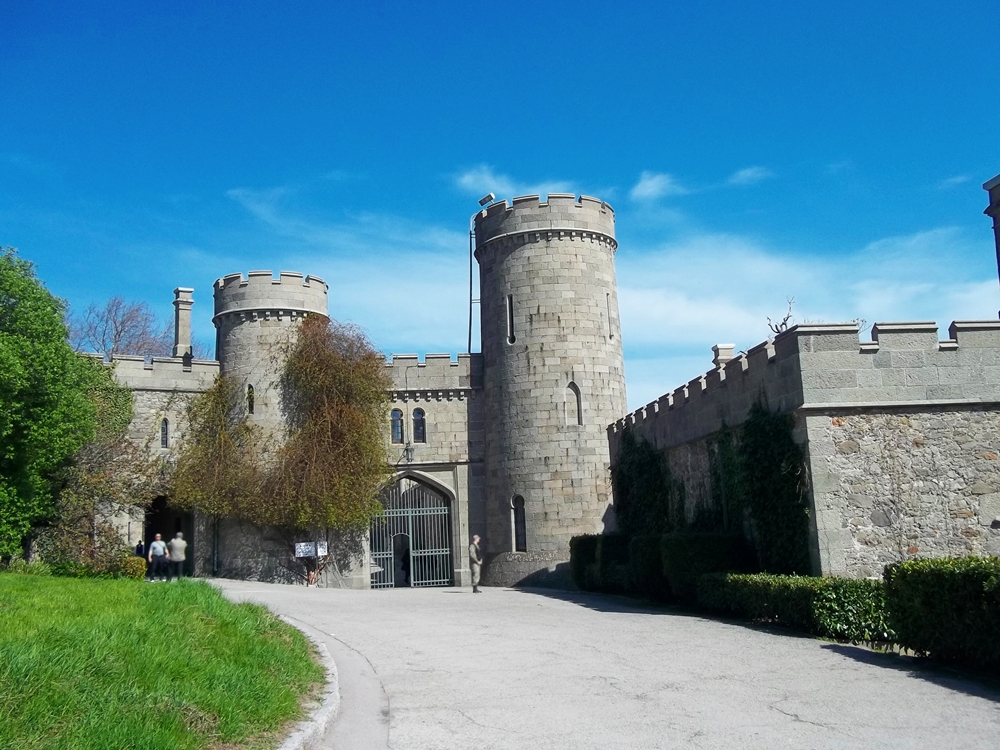
مدخل ساحة القصر على طراز قلعة إنجليزية من العصور الوسطى.
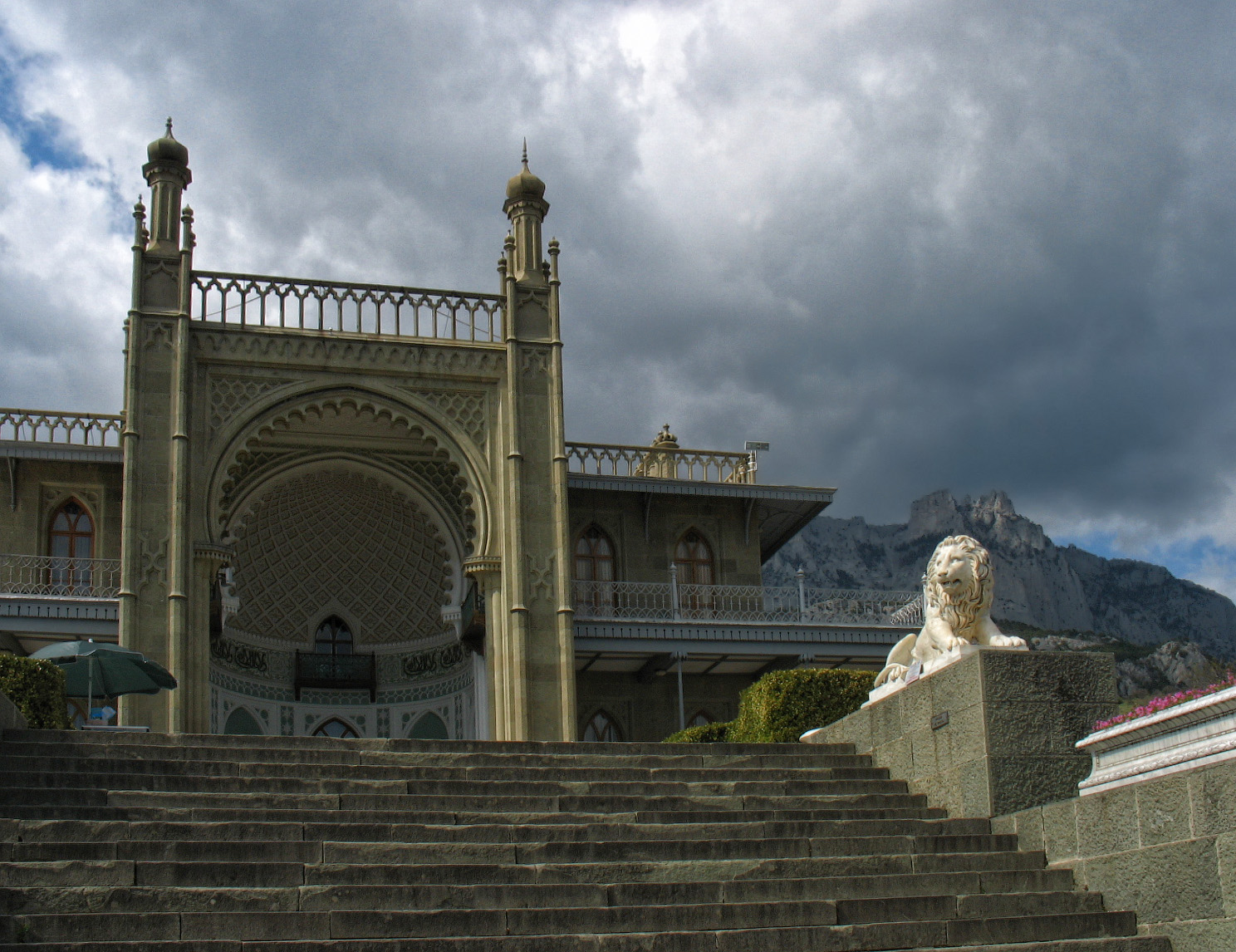
The Lion Terrace.
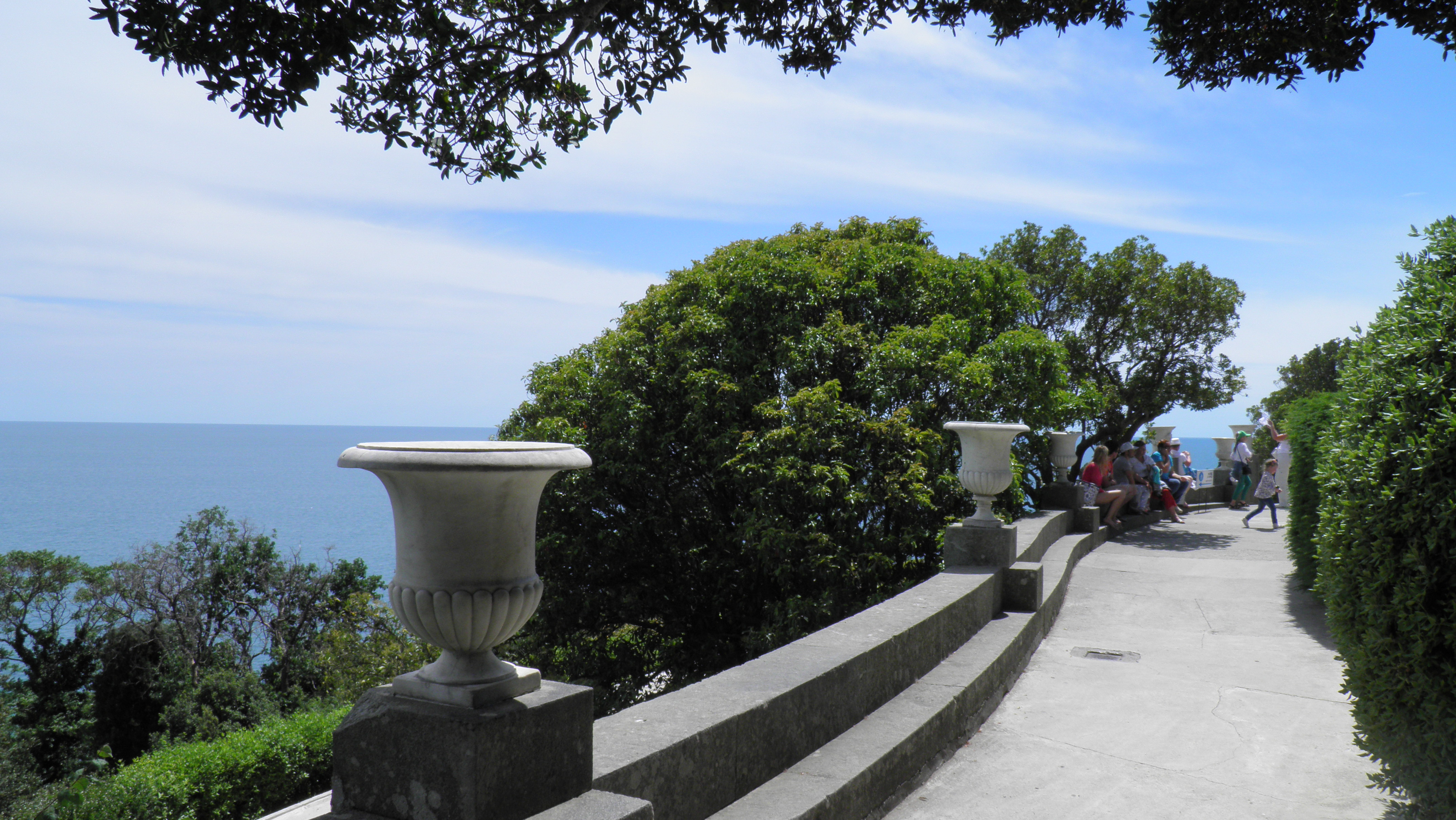
واحدة من المدرجات شبه الاستوائية التي صنعها الإنسان أسفل القصر.
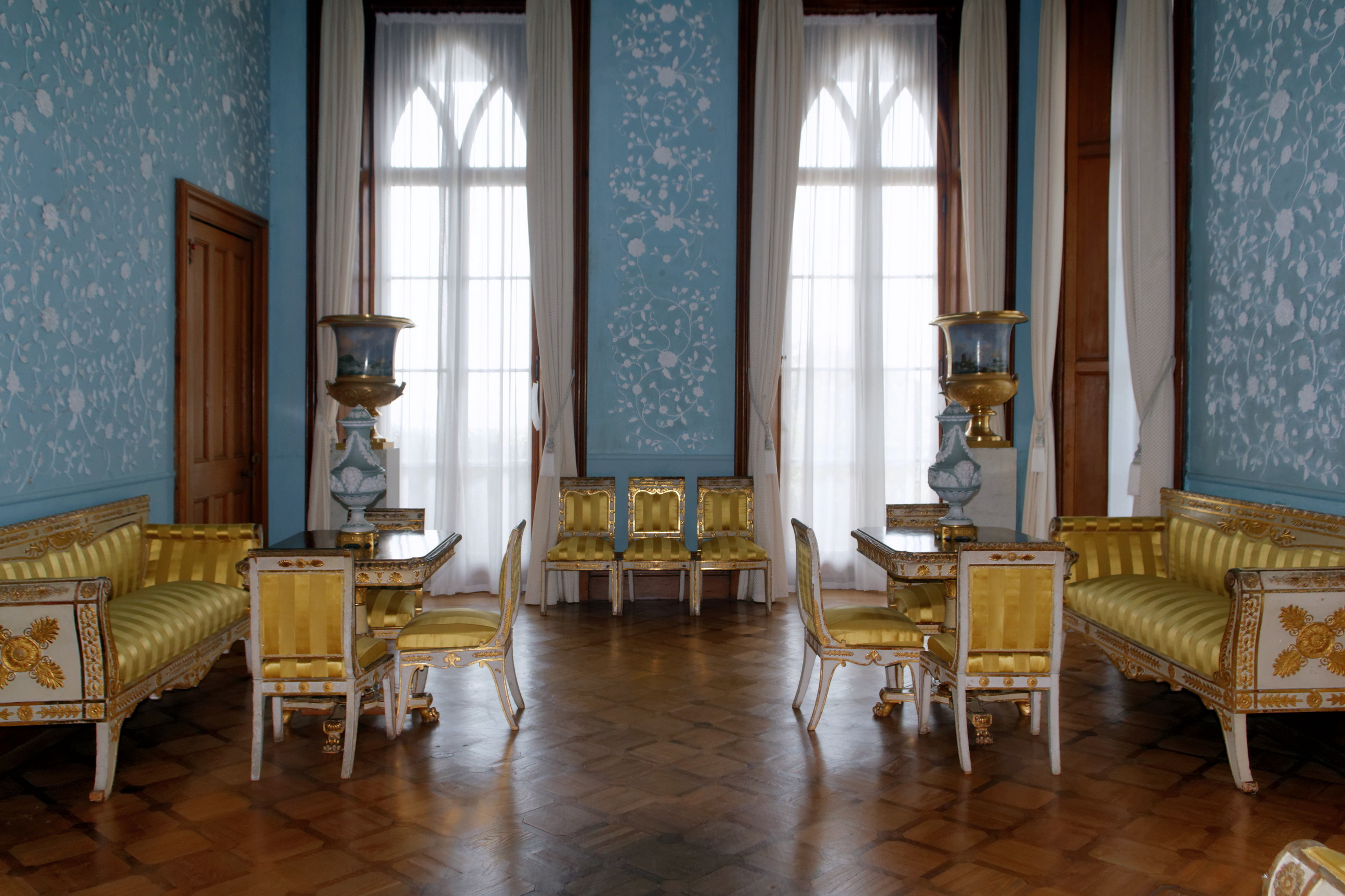
غرفة الرسم الزرقاء ذات الجبس المعقد الذي يزين الجدران.
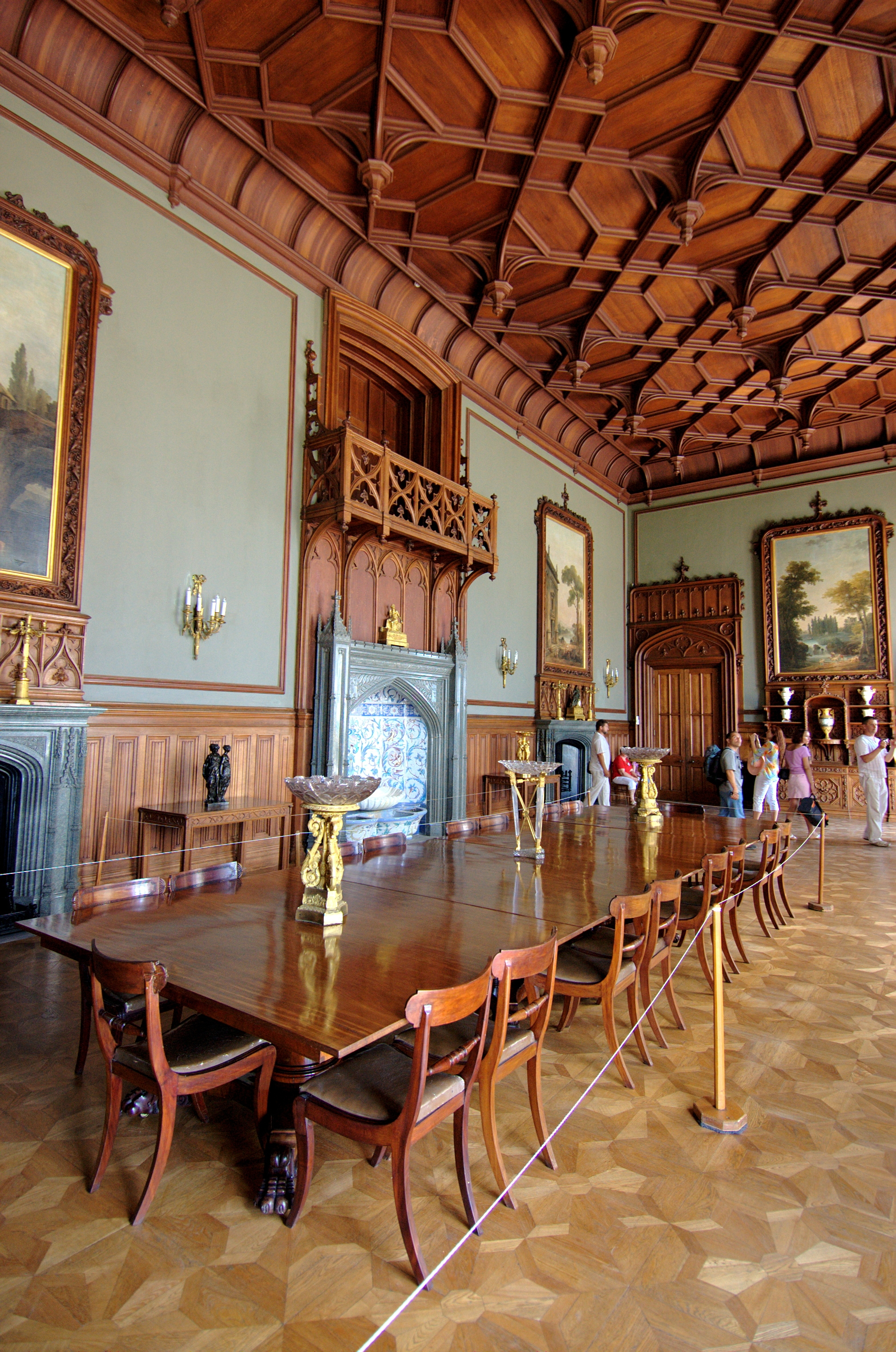
The Dining Room's oak ceiling with strapwork and pendants in the English Tudor style.
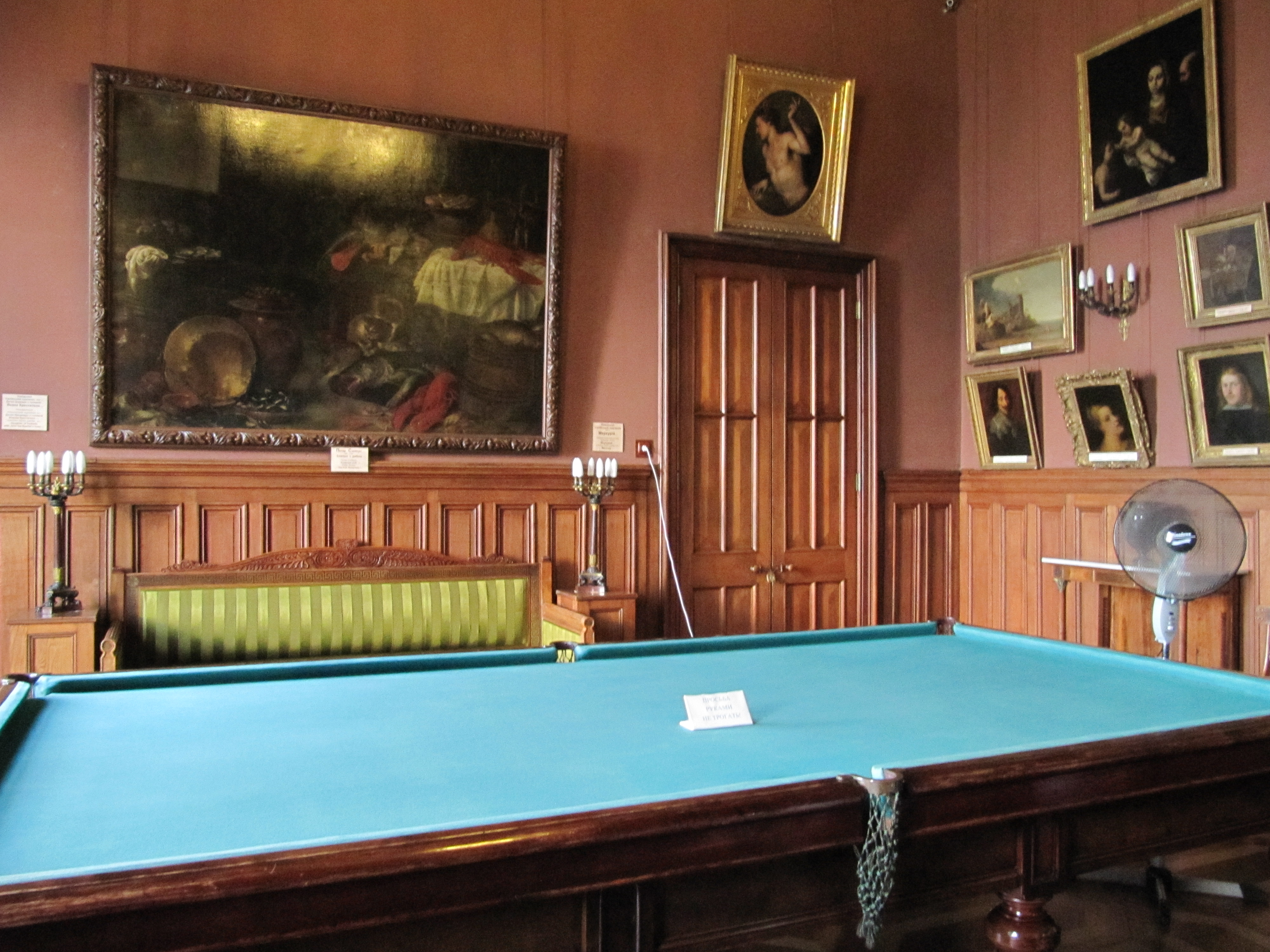
غرفة البلياردو ذات الطراز القوطي المجاورة لغرفة الطعام.
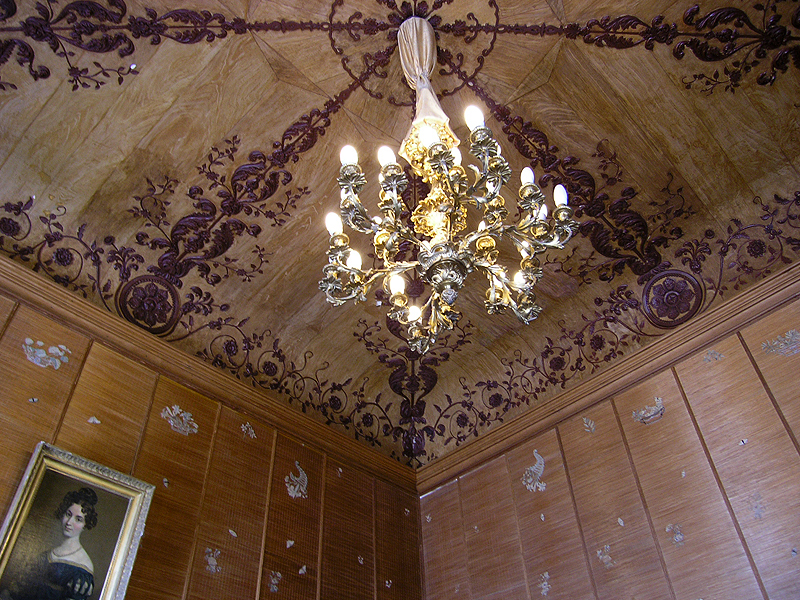
السقف الخشبي المعقد لغرفة الصين الصغيرة، المعروفة أيضًا باسم خزانة الصين.
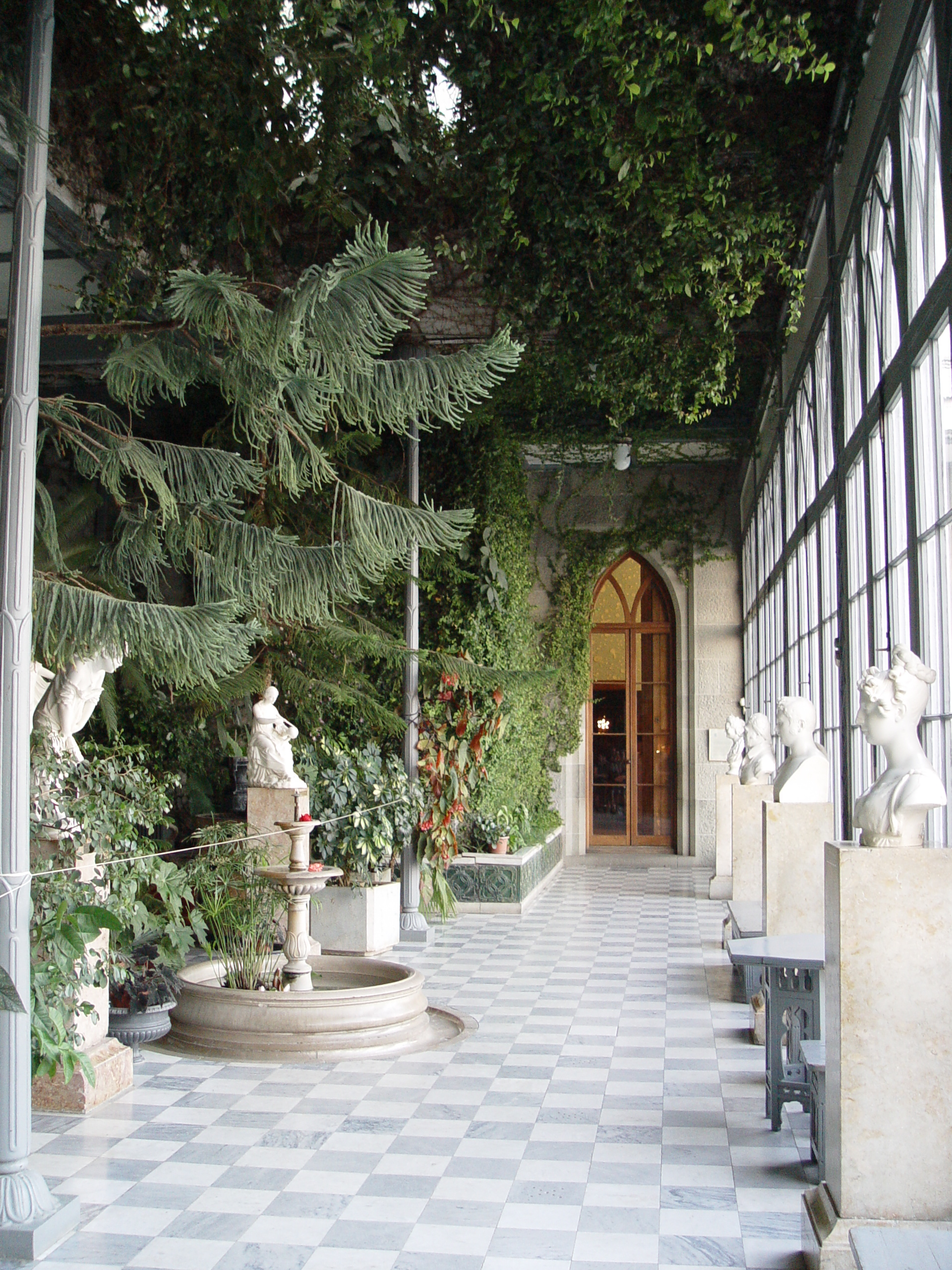
المعهد الموسيقي.